# الانتخابات التشريعية الموريتانية 2023
الانتخابات التشريعية الموريتانية 2023 هي انتخابات عامة (نيابية وبلدية وجهوية) أقيمت في موريتانيا في يوم 13 مايو، ويوم 27 مايو 2023 للشوط الثاني، الذي اقتصر على الانتخابات البلدية لأول مرة في تاريخ البلاد، شهدت الانتخابات فوزا كبير لحزب الإنصاف الحاكم الذي ظفر بمجموع 107 نواب من أصل 176 (بنسبة 60.79%) من نواب الجمعية الوطنية، وفاز بالمجالس الجهوية (الإقليمية) الـ13 (بنسبة 100%) ، كما فاز بـ165 بلدية من أصل 238 (بنسبة 69.3%).